# Kolejnicový styk
Kolejnicový styk je konstrukční prvek kolejových drah. Jízdní dráha pro kola vozidel je složena z kolejnic, které musí být vzájemně spojené. Toto spojení je provedené svařováním (tzv. bezstyková kolej) anebo šroubovaným spojem. Tento spoj se nazývá kolejnicový styk.
Kolejnicový styk se obvykle skládá ze dvou příložek a zpravidla čtyř, někdy šesti šroubů s maticemi a podložkami. Šroubované spojení obou kolejnic umožňuje jejich vzájemný pohyb způsobený tepelnou dilatací, takže v kolejnicových pásech nevznikají významná napětí v podélném směru, která v případě nekvalitního zaštěrkování bezstykové koleje mohou vést až k jejímu vybočení. Stykovaná kolej je tím pádem i méně náročná na technologii montáže, nevyžaduje na rozdíl od bezstykové koleje dodržení předepsaných teplot kolejnicových pásů při spojování kolejnic.
V dnešní době se upřednostňuje použití bezstykové koleje, která má lepší dynamické vlastnosti, poskytuje lepší jízdní komfort, má delší životnost a menší nároky na údržbu. Přesto se ani bezstyková kolej neobejde bez použití styků, a to styků izolovaných na hranicích kolejových obvodů. Tyto styky se však od klasických styků liší mechanickou pevností - neumožňují dilataci kolejnic a přenášejí tak veškerá tahová i tlaková napětí vznikající v bezstykové koleji vlivem teplotních změn.

## Rozdělení styků dle konstrukce
- převislé – nejjednodušší provedení, mezera mezi pražci je stejná, jako v navazující části koleje
- podložené – pražce jsou umístěné pod konci kolejnic
- podložené s mostovou podkladnicí – pražce pod konci kolejnic mají společnou podkladnici, která přemosťuje mezeru mezi pražci a podpírá tak konce kolejnic

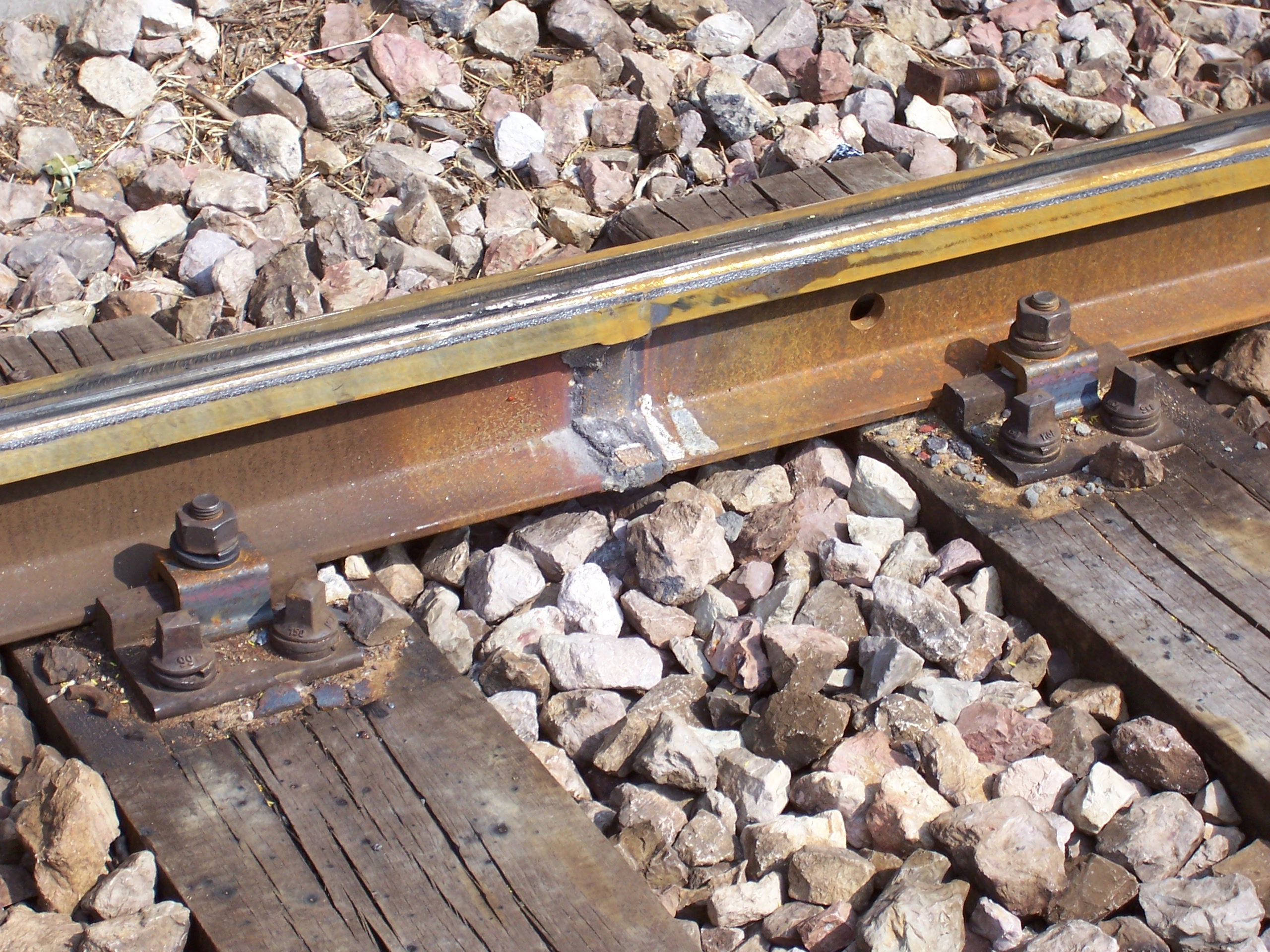
Svařené kolejnice – bezstyková kolej
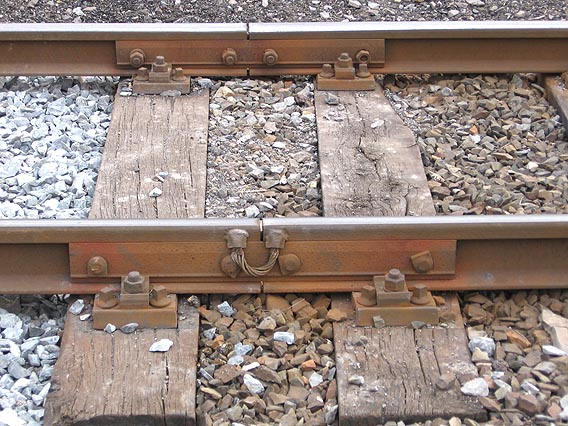
Převislý styk
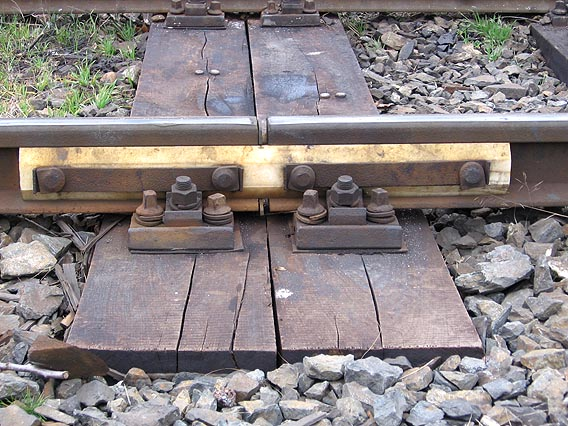
Podložený styk
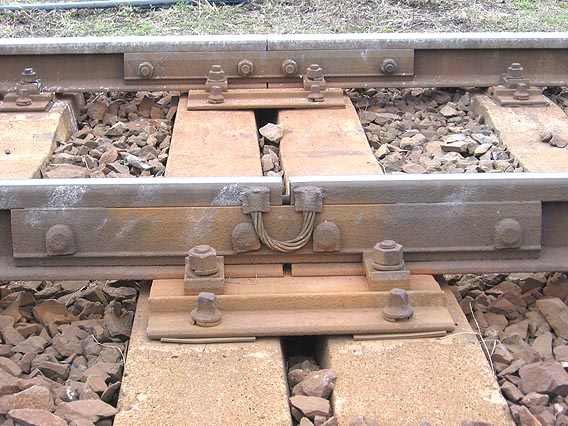
Styk s mostovou podkladnicí

## Rozdělení styků dle elektrických vlastností
- prosté – elektrická vodivost není specifikována
- vodivé – pokud je požadavek na elektrickou vodivost z důvodu vedení zpětných proudů (u elektrické trakce, popř. z důvodu elektrického vytápění vozů) nebo kvůli použití kolejových obvodů, propojují se konce kolejnic navařenými lanovými propojkami.
- izolované – slouží k oddělení kolejových obvodů, případně je-li požadováno elektrické oddělení některých technologických prostor. Izolované styky se původně prováděly s použitím dubových příložek, později se začaly používat plastové. Dnes se používají izolované styky lepené, které mají lepší dynamické vlastnosti a delší životnost.

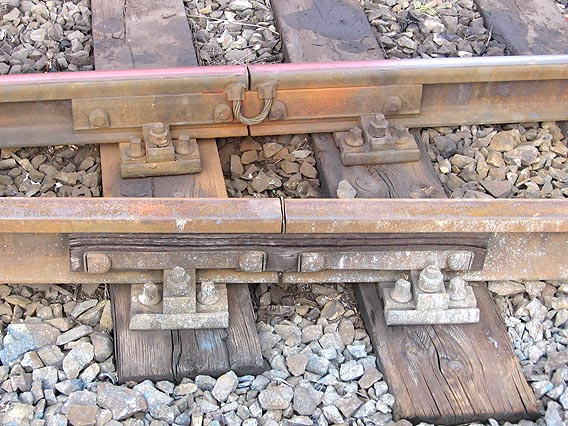
Vodivý styk s navařenou propojkou a izolovaný styk s dřevěnými příložkami
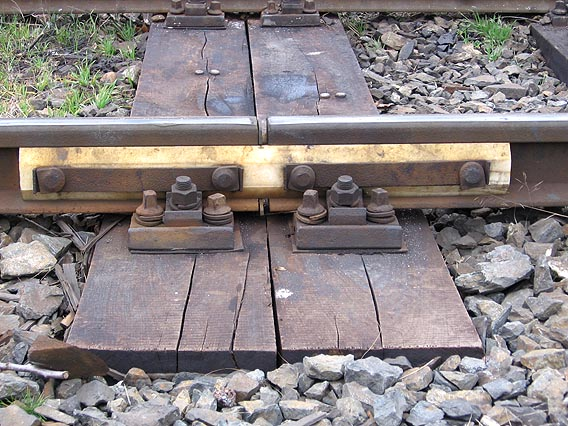
Izolovaný styk s plastovými (silonovými ?) příložkami
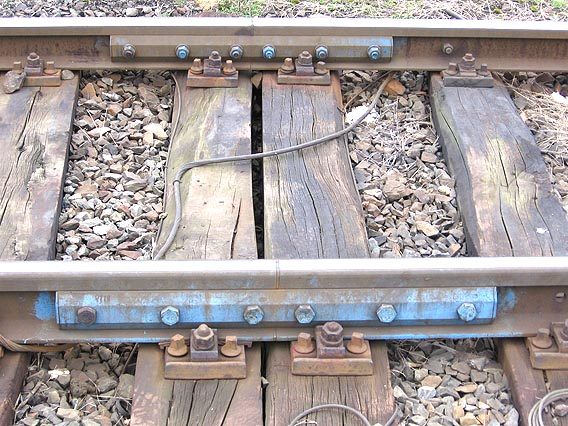
Lepený izolovaný styk

## Rozdělení styků z hlediska umístění v koleji
- vstřícné – čela obou kolejnic leží v jedné rovině kolmé k ose koleje. Toto uspořádání je typické pro evropské železnice.
- vystřídané – styky obou kolejnicových pásů jsou vzájemně přesazeny o polovinu délky kolejnice. Vystřídané styky jsou typické pro USA

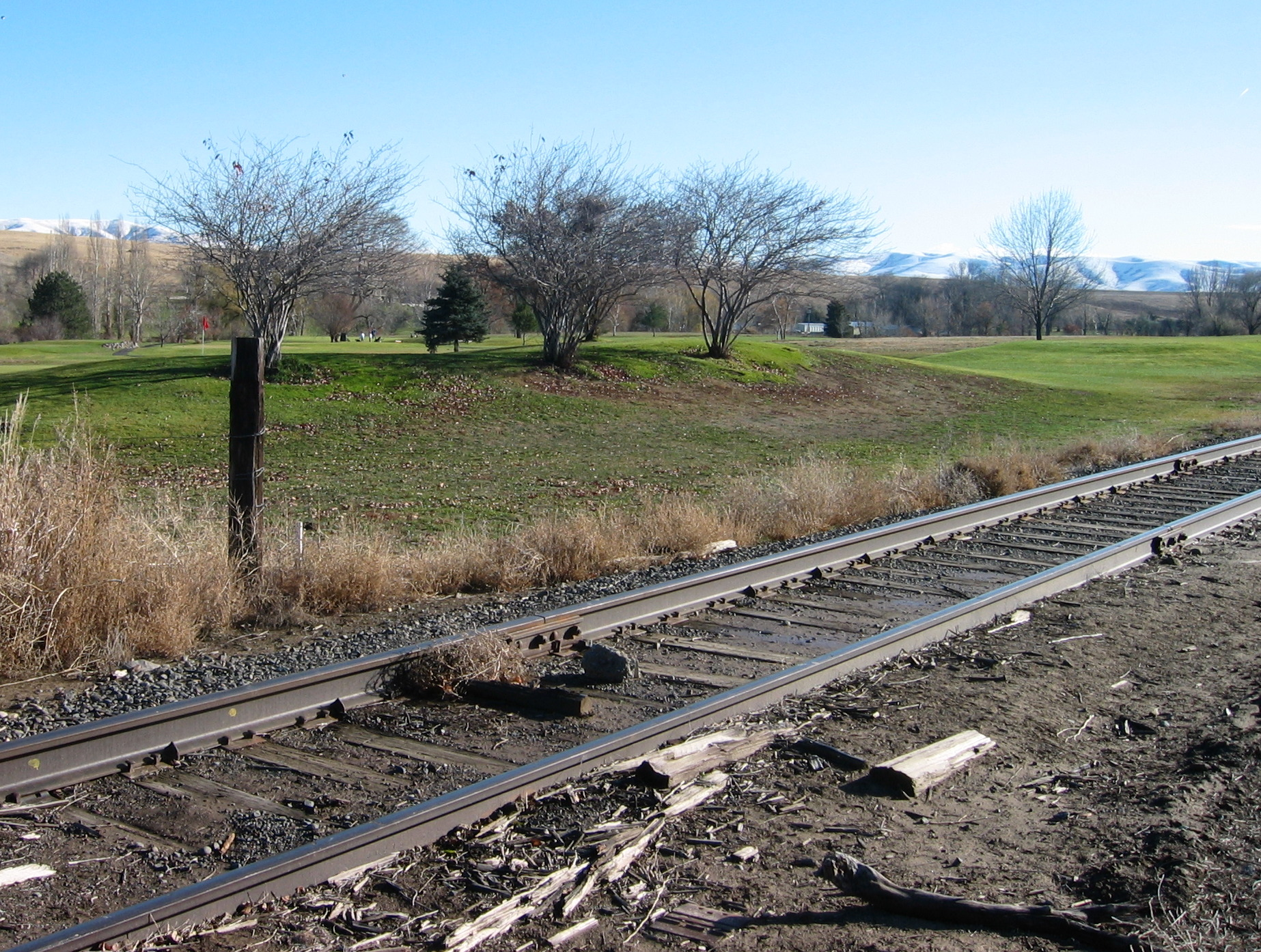
Kolej s vystřídanými styky v Oregonu v USA